# Arthur Herzog
Arthur Herzog III (geboren am 6. April 1927 in New York City; gestorben am 26. Mai 2010 in Southampton, New York) war ein amerikanischer Schriftsteller und Journalist, bekannt für seine Science-Fiction und True-Crime-Bücher.

## Leben
Herzog wurde in Manhattan geboren als Sohn von Arthur Herzog Jr. und Elizabeth Herzog, geborene Dayton. Sein Vater war Songwriter, der auch einige Liedertexte für Billie Holiday und Irene Kitchings schrieb. Herzog studierte Englisch an der Stanford University, wo er 1950 den Bachelor erwarb, und an der Columbia University, wo er 1956 mit dem Master abschloss. Er arbeitete von 1954 bis 1957 für den Verlag Fawcett Publications in Greenwich, Connecticut. Seit 1957 war er freier Schriftsteller.
Sein bekanntestes Buch ist der Science-Fiction-Roman The Swarm (deutsch als Die Mörderbienen) in dem eine Form mutierter, aggressiver Bienen über New York herfällt.
1978 wurde The Swarm von Irwin Allen als Der tödliche Schwarm verfilmt, mit Michael Caine, Richard Chamberlain, Olivia de Havilland und Richard Widmark in den Hauptrollen.
Eine weitere Verfilmung eines Romans von Herzog war der von Dino De Laurentiis produzierte Tierhorrorfilm Orca, der Killerwal mit Richard Harris und Charlotte Rampling in den Hauptrollen.
Neben SF-Romanen verfasste Herzog eine Reihe von Sachbüchern und Reportagen, seine bekannteste Arbeit in dieser Art ist Vesco (1987), in denen er den Spuren des Börsenhais und Betrügers Robert Vesco folgte. Zu seinen True-Crime-Büchern zählt 17 Days (2003) über die Entführung der 9-jährigen Katie Beers 1992.
Herzog war sechsmal verheiratet und hatte einen Sohn. Er starb im Alter von 83 Jahren an den Komplikationen eines Schlaganfalls.

## Bibliographie
- McCarthy For President (Sachbuch, 1965)
- The Church Trap (Sachbuch, 1968)
- The War Peace Establishment (Sachbuch, 1969)
- The Swarm (Roman, 1974)
  - Deutsch: Die Mörderbienen. Übersetzt von Eike Arnold und Hans Boelicke. Ullstein, 1977, ISBN 3-550-06259-1
- Earthsound (Roman, 1975)
- Orca (Roman, 1977)
  - Deutsch: Orca, der Killerwal. Übersetzt von Sabine Reinhardt. Ullstein-Bücher #3425, 1977, ISBN 3-548-03425-X.
- Heat (Roman, 1977)
- IQ 83 (Roman, 1978)
- Make Us Happy (Roman, 1978)
- Glad to be Here (Roman, 1979)
- Aries Rising (Roman, 1980)
- The Craving (Roman, 1982)
- Vesco : from Wall Street to Castro's Cuba : the rise, fall, and exile of the king of white collar crime (Sachbuch, 1987)
- The Woodchipper Murder (1989)
- 17 Days: The Katie Beers Story (True Crime, 2003)
- The B.S. Factor (2003)
- L* S* I* T* T (1983, auch als Takeover)
- A Murderer In Our Town (True Crime, 2004)
- Icetopia (Roman, 2004)
- Beyond Sci-Fi (Kurzgeschichten, 2007)
- The Third State (Roman, 2005)
- How to Write Almost Anything Faster and Better (Sachbuch, 2006)
- Body Parts (Kurzgeschichten, 2005)
- Polar Swap (Roman, 2008)
- Imortalon (Roman, 2004)
- The Town That Moved to Mexico (Roman, 2004)
- The Village Buyers (Roman, 2003)
- Beyond Sci-Fi (Kurzgeschichten, 2007)